# Scottish Mortgage Investment Trust
Scottish Mortgage Investment Trust er en britisk børsnoteret investeringsfond, der er baseret i Edinburgh. Scottish Mortgage forvaltes af Baillie Gifford & Co Limited, der ligeledes er baseret i Edinburgh.
I 1909 i Edinburgh blev der skabt et partnerskab mellem Augustus Baillie og Carlyle Gifford, som blev til Baillie Gifford & Co. De etablerede The Straits Mortgage and Trust Company Limited der udlånte penge til gummiplantager.